# Partido dos Trabalhadores da Coreia do Sul
O Partido dos Trabalhadores da Coreia do Sul (em coreano: 남조선로동당) foi um partido comunista na Coreia do Sul de 1946 a 1949. Foi fundado em 23 de novembro de 1946 através da fusão do Partido Comunista da Coreia do Sul, Partido do Novo Povo da Coreia e um partido facção do Partido Popular da Coreia (os chamados 'quarenta e oito'). Foi liderado por Ho Hon.
O partido foi proibido pelas autoridades de ocupação dos Estados Unidos devido ao fato de ser uma oposição agravante à Coreia do Sul e Estados Unidos, mas o partido organizou uma rede de células clandestinas e conseguiu obter um número considerável de seguidores. Tinha cerca de 360.000 membros do partido. Em 1947, o partido iniciou a luta de guerrilha armada. À medida que a perseguição ao partido se intensificou, grandes setores da liderança do partido se mudaram para Pyongyang.
O partido se opunha à formação de um estado sul-coreano. Em fevereiro-março de 1948, instigou greves gerais em oposição aos planos de criar um estado sul-coreano separado. Em 3 de abril de 1948, o partido liderou uma revolta popular na ilha de Jeju, contra a declaração unilateral da fundação da República da Coreia. Na repressão da revolta, milhares de ilhéus foram mortos (veja o massacre de Jeju), em grande parte por forças do governo sul-coreano.
Em um de seus primeiros atos oficiais, a Assembleia Nacional da Coreia do Sul aprovou a Lei dos Traidores Nacionais em setembro de 1948, que entre outras medidas, proibiu o Partido dos Trabalhadores da Coreia do Sul.
Em 24 de junho de 1949, o partido se fundiu com o Partido dos Trabalhadores da Coreia do Norte, formando o Partido dos Trabalhadores da Coreia. O líder do PTCN, Kim Il-Sung, tornou-se presidente do partido, enquanto Pak Hon-yong tornou-se vice-presidente.
Na Guerra da Coreia, membros do partido e pessoas suspeitas de serem comunistas foram massacrados pelo Exército sul-coreano com supervisão do exército dos Estados Unidos no que ficou conhecido como o massacre da Liga Bodo com até 200.000 pessoas.
Pak Hon-yong e outros líderes do PTCS na Coreia do Norte foram posteriormente expurgados.
O movimento sindical clandestino, o All Korea Labor Union (Chŏnp'yŏng) estava ligado ao partido.